# Fenotyp

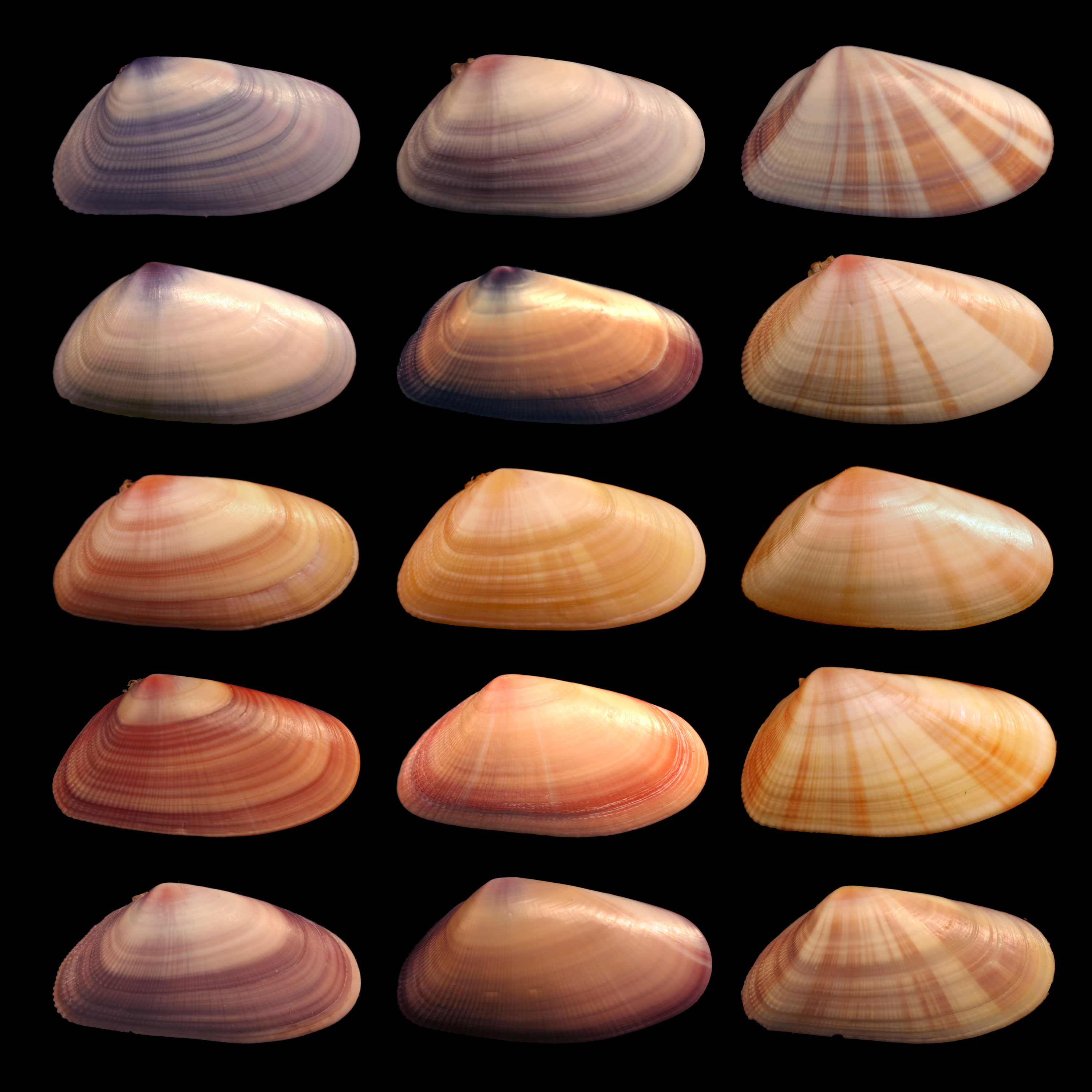
Individer av snäckarten Donax variabilis som alla uppvisar olika fenotyper.

En organisms fenotyp är antingen hela dess fysiska skepnad eller en specifik fysisk egenskap, till exempel dess storlek eller ögonfärg, som varierar mellan individer. Fenotypen bestäms i viss utsträckning av genotypen, det vill säga vilka alleler individen bär på i en eller flera positioner på kromosomerna. Många fenotyper avgörs av flera olika gener och påverkas också av miljöfaktorer. Kännedom om vilka alleler individen bär är därför ofta otillräckligt för att förutsäga dess fenotyp. 
Eftersom fenotypen är mycket lättare att observera än genotypen (det krävs varken kemi eller dna-sekvensering för att avgöra en persons ögonfärg), utgår klassisk genetik från fenotyper för att dra slutsatser om genernas funktion. Dessa slutsatser kan sedan kontrolleras med hjälp av avelsförsök. Tidiga genetiker kunde på detta sätt kartlägga nedärvningsmönster utan att ha någon som helst kunskap om molekylärbiologi. 
Samspelet mellan genotyp och fenotyp har ofta beskrivits som förhållandet:
genotyp + miljö → fenotyp
En något mera nyanserad formel över förhållandet skulle kunna vara:
genotyp + miljö + slumpvariabel → fenotyp
Detta innebär att fenotypen är vilken egenskap som helst hos en organism som är lätt att observera (till exempel strukturell, biokemisk, fysiologisk eller beteendemässig) och som bestäms av ett samspel mellan genotyp och miljö.
Termen "fenotyp" myntades 1911 av den danske genetikern Wilhelm Johannsen.